# Tael

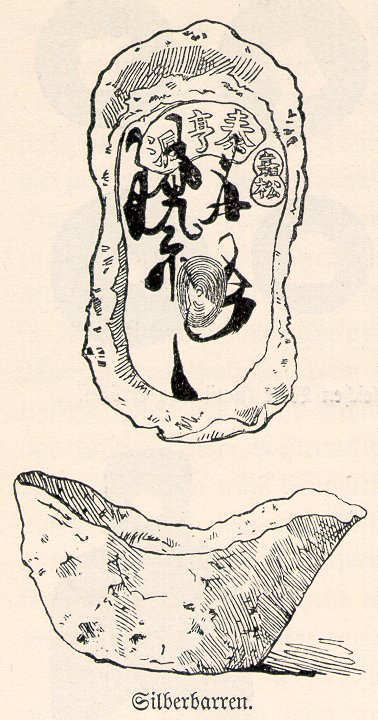
Forma a barchetta di un lingotto cinese d'argento

Il tael (pronuncia cinese: 两 pinyin: liǎng; thailandese: ตำลึง) è un'unità di misura di peso cinese e un sistema di valuta in argento alternativa ai sistemi basati sull'oro e i suoi equivalenti cartacei. 
Ogni dinastia cinese stabilì per il tael un peso leggermente diverso dall'altra (tutti comunque tra i 30 e i 50 grammi). Il termine deriva dalla pronuncia portoghese di un termine malese. 
Durante la dinastia Qing il tael si distingueva in Kùpíng tael (liang) di 37,3 grammi di uso ufficiale e in Cáopíng tael (liang) di 36,7 grammi di uso commerciale. 
I lingotti d'argento erano tradizionalmente fusi a forma di barchetta, nota in pidgin english come sycee.
L'uso dell'argento in Cina come valuta risale all'imperatore Wudi della dinastia Han. Data la scarsità di miniere di argento in Cina il suo valore fu sempre molto superiore a quello che possedeva in Persia, India o nel bacino del Mediterraneo. Mentre le piccole transazioni avvenivano con sfilze di monete di rame (il cui numero per sfilza variava in base alle diverse categorie merceologiche e ai diversi periodi dinastici) le grandi transazioni commerciali si tenevano in argento.
Il tasso di cambio tra monete di rame e tael d'argento variò anch'esso da periodo a periodo, in base alla diversa capacità di importazione dell'argento e della sua reperibilità sul mercato.
I lingotti d'argento non erano fusi da una zecca centrale, ma dai singoli commercianti o artigiani. Il loro peso in tael quindi variava in base alle esigenze, ma tra i più diffusi vi erano i pesi da 50, 10, 5 e un tael.
Nella Repubblica Popolare Cinese, con l'introduzione del sistema metrico decimale il liang/tael venne fissato pari a 50 grammi.
A Hong Kong e a Taiwan invece rimane corrispondente a 37,429 grammi e viene usato sia nella compravendita dell'argento che come peso per la compravendita delle medicine nella medicina tradizionale cinese.